# 里白石站
里白石站（日语：／ Satoshiraishi eki */?）是位於福島縣石川郡淺川町大字里白石，屬於東日本旅客鐵道（JR東日本）的水郡線車站。

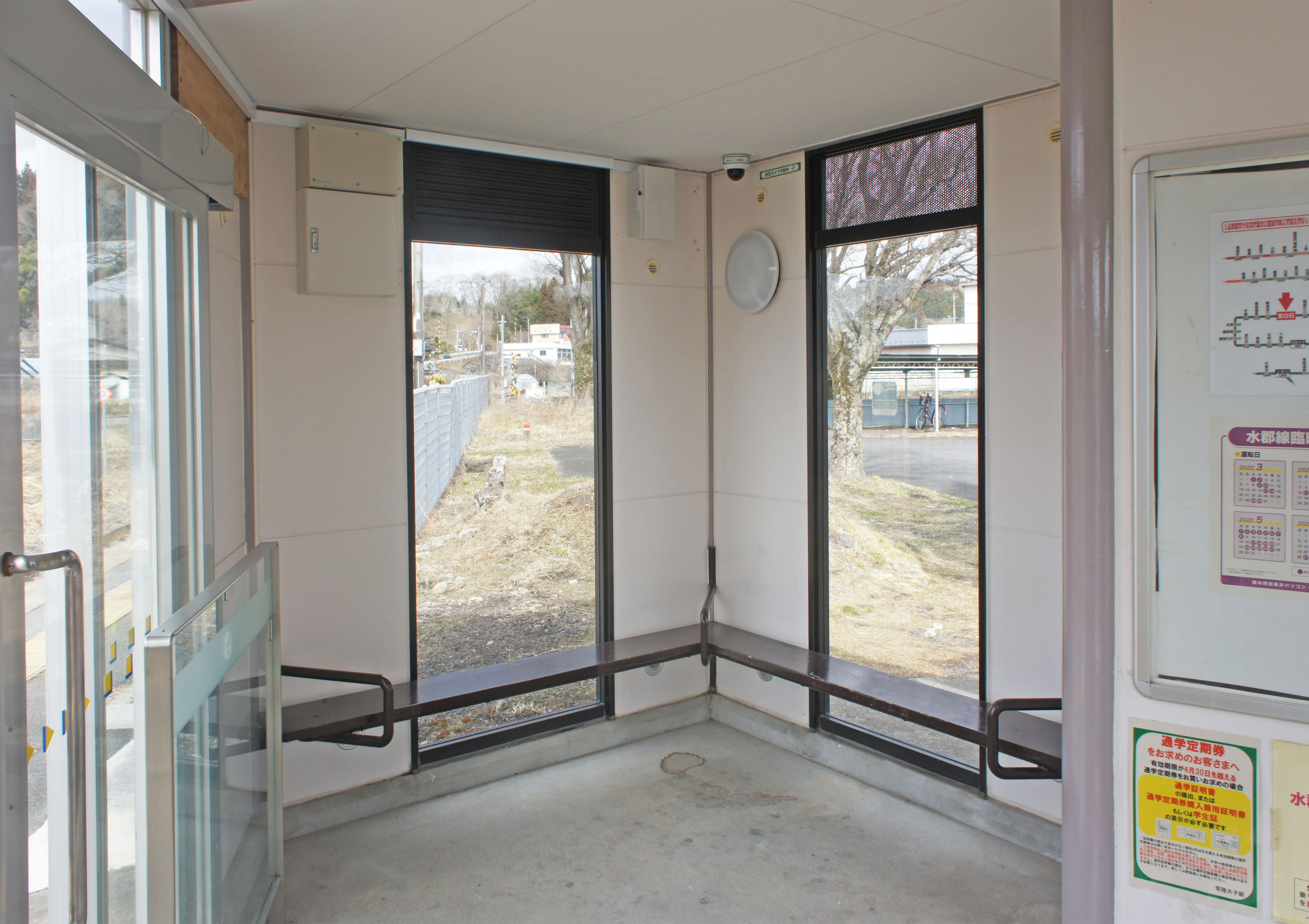
候車室內（2022年3月）

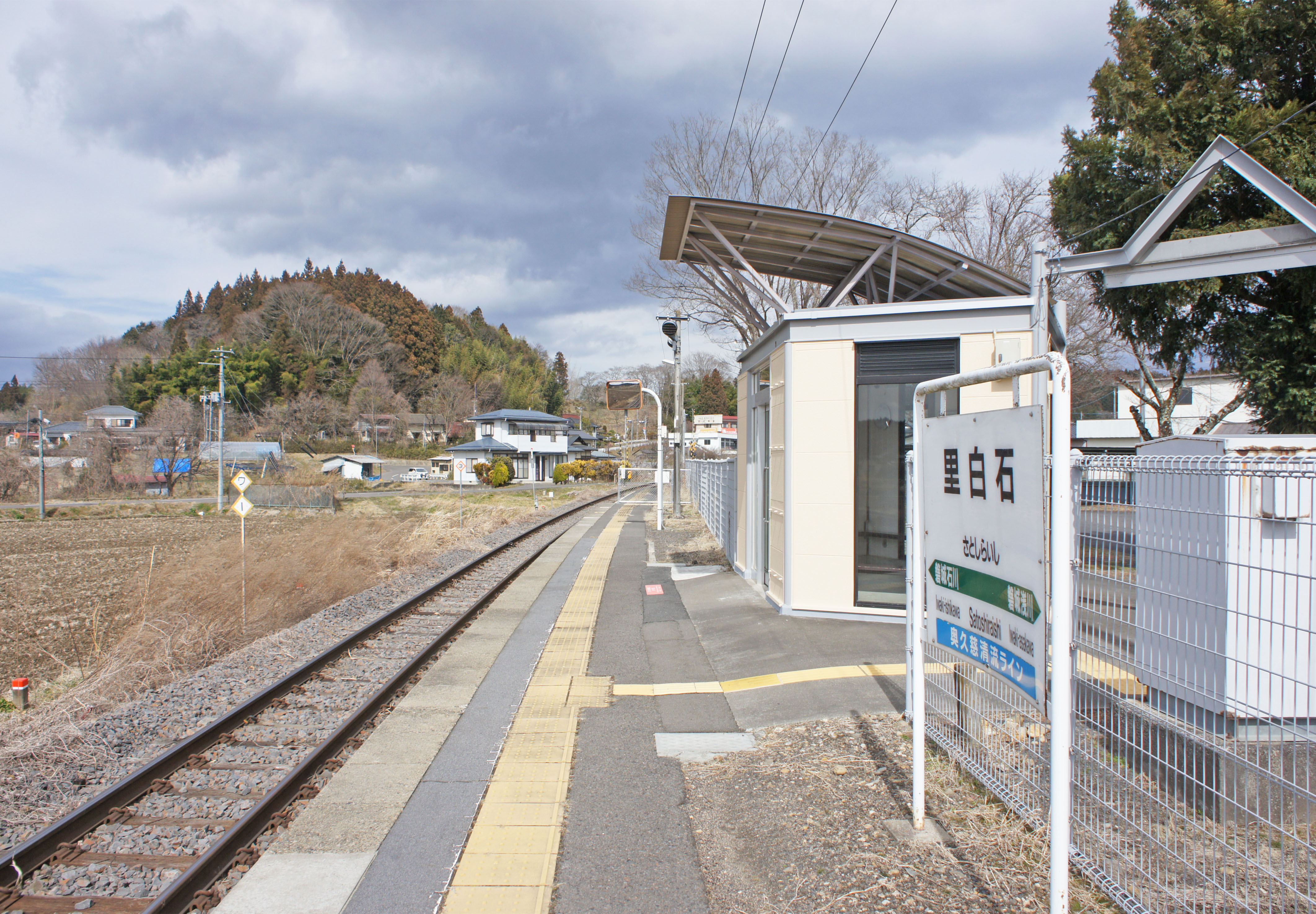
月台（2022年3月）

## 歷史
- 1934年（昭和9年）12月4日：車站啟用[1]。
- 1946年（昭和21年）
  - 5月31日：當日起旅客上落區間制限取消[2]。
  - 6月1日：開始行李和小行李起卸業務（不能送達此站）[3]。
- 1970年（昭和45年）10月1日：成為無人車站。委托個人商店發售車票（簡易委託），後來終止了委託。
- 1987年（昭和62年）4月1日：伴隨國鐵分割民營化，車站由東日本旅客鐵道（JR東日本）營運[4]。

## 車站構造
此站是設有1面1線單式月台的地面車站。站內設有候車室，月台與道路之間沒有階梯差。此站是由常陸大子站負責管理的無人車站。

## 使用狀況
在2004年度的1日平起乘車人次為178人。
| 乘車人員變化 | 乘車人員變化 |
| 年度         | 1日平均人次  |
| ------------ | ------------ |
| 2000         | 77           |
| 2001         | 63           |
| 2002         | 66           |
| 2003         | 60           |
| 2004         | 68           |

## 車站周邊
站前設有數間商店。
- 國道118號（日语：国道118号）
- 福島縣道179號里白石停車場線（日语：福島県道179号里白石停車場線）
- 淺川町立里白石小學
- 社川

## 相鄰車站
東日本旅客鐵道（JR東日本）
■水郡線
磐城淺川－里白石－磐城石川

## 注腳
1. ↑  『鉄道省年報。  昭和10年度』（國立國會圖書館數碼化收藏）
2. ↑  昭和21年5月31日付官報（第5811号） 運輸省告示第百六十五號
3. ↑  昭和21年5月31日付官報（第5811号） 運輸省告示第百六十三號
4. ↑  『交通年鑑 昭和63年版』 交通協力會，1988年3月。
5. ↑  第120回福島県統計年鑑 （页面存档备份，存于）（日語）

## 外部連結
- 車站資訊（里白石）：東日本旅客鐵道（日語）